# Meriones meridianus
Meriones meridianus là một loài động vật có vú trong họ Chuột, bộ Gặm nhấm. Loài này được Pallas mô tả năm 1773.

## Hình ảnh

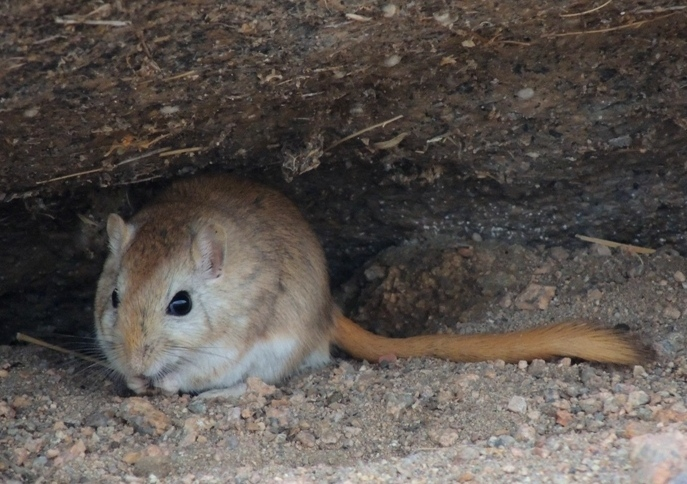